# Alt Perú
Alt Perú (en castellà, Alto Perú) és la denominació utilitzada durant les últimes dècades del domini d'Espanya per referir-se al medi geogràfic i social de gran part de Bolívia i el sud de Perú. El terme es va identificar amb l'últim districte jurisdiccional de la Reial Audiència de Charcas, denominat Província de Charcas.
Per les seves característiques geogràfiques, ecològiques, històriques i -especialment- ètniques (zona habitada per pobles andins) el territori pròpiament dit "Alt Perú" corresponia i correspon al Collao. La seva regió correspon al Altiplà andí o Puna, poblat per les ètnies Kolla, Aimara (principalment a La Paz i Sud de Puno, Moquegua, Tacna i Arequipa), Urus (a la conca del Llac Titicaca) Puno, i altres ètnies andines que, en lloc de l'aimara parlaven o van ser forçades a adoptar el Quítxua com a idioma en produir-se les conquestes inques a les zones de Cochabamba, Chuquisaca, Potosí i sud de Perú i particular Puno.
Durant la colònia els Corregiments situats a la Província de Charcas van estar sota el govern directe del virrei del Perú, incorporats al virregnat del Riu de la Plata des del 1776, i amb el règim d'intendències des del 1782. Amb la independència, al maig del 1810, la junta revolucionària de Buenos Aires es va proclamar autònoma del govern monàrquic de Ferran VII, rei d'Espanya. Des del seu primer congrés al 1813 va establir diputats per a les províncies de l'Alt Perú com a part integrant de les Províncies Unides del Riu de la Plata. Es van enviar tres expedicions militars argentines per la seva ocupació, però cadascuna va ser derrotada per tropes del virrei del Perú, que des de juliol del 1810 havia decretat la incorporació de les intendències de l'Alt Perú al seu govern. Durant la vigència de la Constitució espanyola de 1812, Charcas es va constituir en una província espanyola completament autònoma del virregnat del Perú o del Riu de la Plata. Després de conèixer-se la capitulació del virrei del Perú, la monarquia, al juliol del 1825, va nomenar virrei del Riu de la Plata a un cabdill espanyol que ja havia mort al Combat de Tumusla, concretament a Olañeta, d'un territori limitat a les intendències de l'Alt Perú. Aquest territori ja havia estat alliberat del domini espanyol per les forces de l'exèrcit independentista del Perú al comandament de Sucre, i sota el govern de Simón Bolívar que, amb el consentiment dels congressos nacionals de l'Argentina i Perú, va procedir a la reunió d'un congrés sobirà de l'Alt Perú, que es va constituir finalment a la República de Bolívar.

## Origen del terme

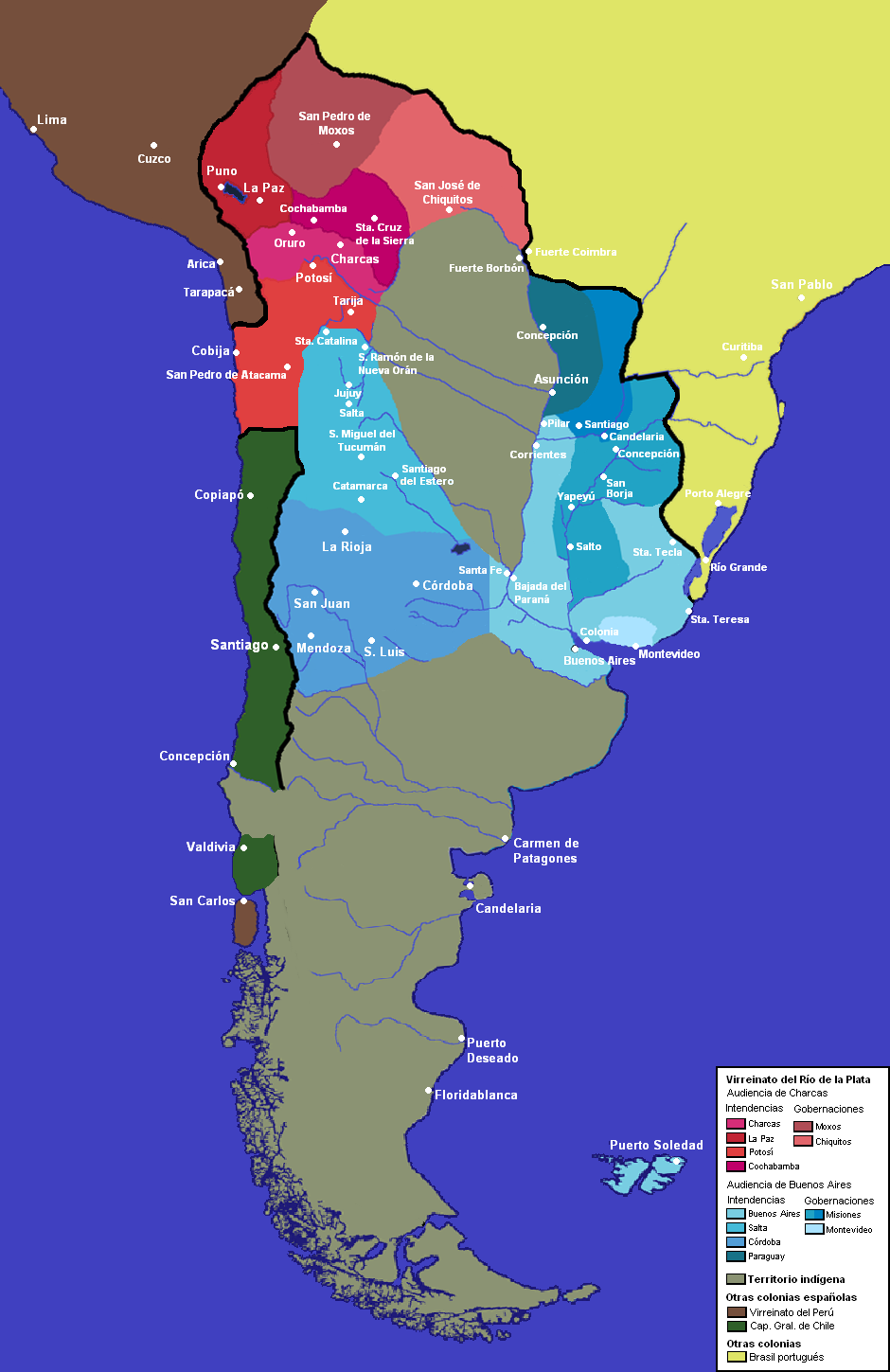
En tons de vermell, les intendències de l'Audiència de Charcas, el territori equivalia a la regió anomenada Alt Perú, dins el Virregnat del Riu de la Plata, el 1783.

El terme Alt Perú és una denominació tardana per referir-se a la Província de Charcas, no va ser utilitzat als últims temps de la colònia, sinó que no va ser utilitzat fins a finals del segle xviii, fins llavors no hi ha un sol document o crònica oficial que faci servir aquest nom. Això va ser advertit ja al 1851 per José María Dalence, qui afirmava que «La denominació Alt Perú aplicada exclusivament a Bolívia, és nova i molt impròpia ... La veritat és que ni en les lleis espanyoles, ni en els seus historiadors, es dona al que avui és Bolívia altre nom que el de Charcas » . La denominació Alt Perú recentment va entrar en ús en crear-se el Virregnat del Riu de la Plata al 1776, i era utilitzat principalment pels «riuplatenses», sense deixar l'ús del nom oficial de Província de Charcas.  «El terme Alt Perú va tenir vigència durant uns cinquanta anys, des que el territori va ser transferit a la jurisdicció del Virregnat del Riu de la Plata fins a la fundació de la República»  de Bolívia.
La primera denominació oficial imposada per la corona espanyola, a la regió que durant l'incanat va ser coneguda com a Collasuyo, va ser la de Nova Toledo, governació adjudicada al conqueridor Diego d'Almagro, que juntament amb la de Nova Castella atorgada a Francisco Pizarro, rebien el nom globalitzador del Perú. Aquesta organització territorial va tenir, però, una vigència curta quedant abolides les dues governacions mitjançant la Reial Cèdula que va erigir el Virregnat del Perú al 1542 i del qual l'Audiència i Cancelleria Reial de Charcas establerta el 1559 va ser part integrant fins al 1776. Alguns historiadors espanyols assenyalen que el terme Alt Perú no es faria popular fins a l'últim terç del segle xviii en part pel fet que les províncies altes del Virregnat peruà li van ser desmembrades per ser incorporades al del Riu de la Plata. Des d'ara i fins al final de l'època colonial aquesta regió seria coneguda popularment com l'Alt Perú, sent que el gentilici "altperuà" encara és recollit pel diccionari de la Reial Acadèmia Espanyola que el defineix com "pertanyent o relatiu a l'Alt Perú, territori de l'Audiència de Charcas, avui Bolívia". Alt Perú ha estat també un terme freqüentment utilitzat per alguns historiadors per referir-se a l'etapa colonial de la història boliviana.
Segons l'autor bolivià José María Dalence, la denominació Alt Perú correspon a les serres que s'estenen des Copiapó a Xile fins a Quito a l'Equador.

## Província espanyola de Charcas
Inicialment la Província de Charcas es trobava sota l'administració del Virregnat del Perú amb seu a Lima, fins al 1776, data en què es va crear el Virregnat del Riu de la Plata amb seu a Buenos Aires.
Al 1561 es va instal·lar a la ciutat de La Plata (actual Sucre) la Reial Audiència de Charcas, suprema autoritat judicial de la Província de Charcas. Atenent la necessitat de crear un nou centre administratiu regional des d'on es pogués controlar amb la deguda cura i atenció la zona de major producció de plata. La riquesa de Potosí, la instauració de l'Audiència de Charcas, el bisbat de la Plata, després arquebisbat de la Plata i la Universitat de San Francisco Xavier de Chuquisaca van donar consistència al que seria conegut com a Província de Charcas. La Província de Charcas va quedar organitzada sota el règim d'intendències a:
- Intendència de Cochabamba
- Intendència de Chuquisaca o també anomenada Charcas
- Intendència de la Paz
- Intendència de Potosí
- Intendència de Puno

Els quatre territoris eren governats per governadors intendents nomenats pel rei i els partits per subdelegats elegits pel virrei pel terme de cinc anys i a proposta dels intendents. Els governs de Moxos i Chiquitos es trobaven subjectes a reglaments especials, amb dependència immediata de la Reial Audiència de Charcas en matèria de Reial Hisenda. Existien també instàncies municipals amb Cabildos, Ajuntaments o Consells formats d'alcaldes i regidors al càrrec, i hi havia la seguretat pública, l'ornament, la comoditat i la moral.
Pel judicial, a les capitals de província tenien com a jutges de primera instància al tinent governador i dos alcaldes elegits anualment pels Cabildos i en els partits els subdelegats. Els casos judicials seguits a les quatre províncies podien ser portats en apel·lació o súplica davant l'Audiència de Charcas: També podia apel·lar davant seu de les resolucions dels intendents en punts contenciosos de policia i govern. El president de la Reial Audiència era la suprema autoritat en matèries contencioses. La Real Audiència de Charcas es componia de cert nombre d'oïdors nomenats pel rei i que duraven en la seva ocupació segons la voluntat del monarca, el mateix que els intendents governadors.
Els assumptes eclesiàstics seguien subordinats a l'autoritat dels bisbes, sotmesos al seu torn, en grau d'apel·lació, a la de l'arquebisbe de la Plata. Els d'hisenda i guerra estaven sota la immediata inspecció dels respectius intendents.
L'any 1809 amb la Revolució de Chuquisaca, i la creació de la Junta Tuitiva els realistes altperuans van demanar auxili al Virrei del Perú, que va respondre amb l'enviament d'una força al comandament de José Manuel de Goyeneche, en suport del Virrei del Riu de la Plata, de manera que es va restablir el govern monàrquic.

## Províncies riuplatenses de l'Alt Perú
La Junta de Buenos Aires, després d'acabar amb la Contrarevolució de Córdoba, va avançar sobre la província de Charcas, com a part del virregnat del Riu de la Plata, i va disposar de diputats electes, designats o suplents, des del seu primer congrés constituent el 1813, com a representants de les Províncies de l'Alt Perú en els congressos de les Províncies Unides del Riu de la Plata:
- Santa Creu de la Serra
- Cochabamba
- Chuquisaca
- Potosí
- La Paz
- Mizque

Va haver-hi vuit representants de l'Alt Perú al congrés del 1813 i sis al Congrés de Tucumán. L'administració efectiva de l'Alt Perú per part de Buenos Aires es va recolzar en l'Exèrcit del Nord (anomenat llavors Exèrcit del Perú), fins a l'abandó definitiu de les Expedicions Auxiliadores a l'Alt Perú. El replegament dels exèrcits patriotes el 1811 va donar lloc a l'aparició al Medi rural de múltiples focus de guerrilles, anomenades republiquetes. L'activitat va aconseguir el seu punt culminant el 1814. El 1816 van morir la major part dels cabdills (Ildelfonso Muñecas va morir a Ayata, Camargo a Cinti, Padilla a la Llacuna, Warnes a Santa Cruz de la Sierra). I després de la derrota al 1817 de la expedició de Araoz de Lamadrid van quedar a l'orient la guerrilla de José Miguel Lanza a Ayopaya (Cochabamba), i a la frontera sud, al comandament de Güemes, les milícies i guerrilles de Salta. Des de llavors i fins a la derrota d'Olañeta, l'Alt Perú va estar sota control realista.

## Contrarevolució de l'Alt Perú

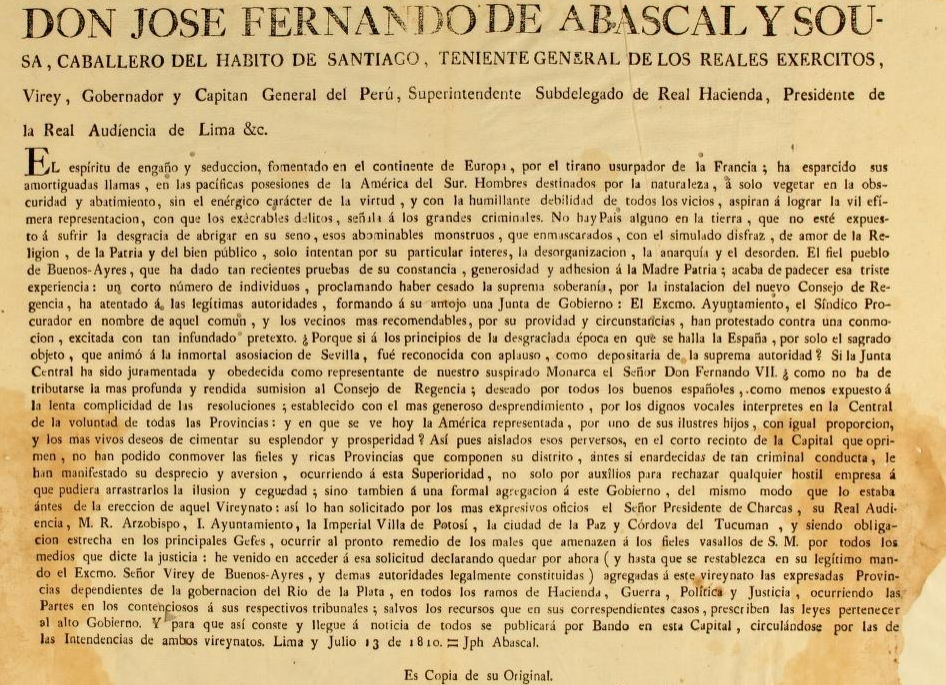
Banda del 13 de juliol del 1810 afegint la província de Charcas i Córdoba del Tucumán al virregnat del Perú

En esclatar la Revolució de Maig al 25 maig del 1810, al Virregnat del Riu de la Plata, el virrei peruà Abascal va declarar la incorporació de les províncies de l'Alt Perú al virregnat del Perú en una banda datada el 13 de juliol del 1810, afegint la Província de Charcas i, a més, Córdoba del Tucumán al virregnat del Perú. En aquesta data va crear també l'exèrcit d'operacions de l'Alt Perú, i al front hi va posar a José Manuel de Goyeneche. No obstant això el domini de l'Alt Perú pels realistes es va veure interromput per les tropes de Buenos Aires, amb la invasió del Exèrcit del Nord, que va ser enviat per les autoritats revolucionàries riuplatenses per tal d'auxiliar a les províncies altperuanes i al llarg de quatre campanyes. Aquests exèrcits auxiliars van ser finalment derrotats. Alhora es va sumar la presència rural de guerrilles del país, les anomenades "Republiquetes".
El 22 de febrer del 1818, el general en cap de l'Exèrcit Real del Perú va nomenar al general Maroto governador i intendent interí de la ciutat de La Plata i província de Charcas, a més de president de la Reial Audiència de Charcas on va combatre els cabdills rebels i patriotes, mantenint el territori sota control. El 1823 el general Andrés de Santa Cruz al comandament d'un exèrcit de la república del Perú va arribar a ocupar la Paz, que va abandonar tot seguit, en una retirada precipitada.
L'últim president de l'Audiència va ser Antonio Vigil nomenat per Pedro Antonio Olañeta el 1824. Olañeta va morir un dia després del Combat de Tumusla el 2 d'abril del 1825. Després de conèixer la capitulació del virrei del Perú, la monarquia espanyola va nomenar a Olañeta virrei del Riu de la Plata, el 12 de juliol del 1825, sense saber que ja havia mort.

## Drets reclamats per Argentina i Perú
Tant Argentina com el Perú reclamaven l'Alt Perú com a part integrant del seu territori per raons històriques. La Província de Charcas havia format part del virregnat del Perú, traslladada al virregnat del Riu de la Plata, i finalment reincorporada provisionalment per Abascal novament al virregnat del Perú amb la revolució de Buenos Aires. Aclarint el virrei en el decret d'annexió que ho feia: fins que es restableixi en el seu legítim comandament l'Excm. Senyor Virrei de Buenos-Aires, i altres autoritats legalment constituïdes, ja que només l'autoritat reial podia desmembrar el territori definitivament del virregnat de Buenos Aires.
| « | Tant el nou estat del Perú com el de l'Argentina podien al·legar drets a la seva possessió per les raons històriques conegudes d'haver format part de Charcas primer al virregnat de Lima, després al de Buenos Aires i finalment de nou a Lima. | » |

L'any 1825, després del rebuig del cabdill Pedro Antonio Olañeta d'unir les seves forces absolutistes a la causa independentista, es va produir l'avanç de l'exèrcit patriota sota el comandament de Antonio José de Sucre les tropes del qual van anar alliberant tot el territori altperuà del domini espanyol.
El 9 de febrer del 1825 Sucre va convocar una assemblea constituent de les províncies altperuanes per dirimir el seu autogovern o la pertinença a l'Argentina o el Perú. Simón Bolívar va ratificar la convocatòria després de rebre l'autorització de l'estat peruà el 23 de febrer del 1825 i de l'estat argentí el 9 de maig del 1825. Finalment l'assemblea constituent va donar lloc a la formació de la República de Bolívar assumint la sobirania sobre tot el territori altperuà.
Els territoris de Moxos (el Beni i el Acre, Chiquitos i Santa Cruz), i els altres territoris de la Província de Charcas van passar a formar part de la República de Bolívia.